# Il gioco della Donnola
Il gioco della Donnola (Pop Goes the Weasel) è un romanzo poliziesco dello scrittore statunitense James Patterson e fa parte di una serie di romanzi sul detective Alex Cross.

## Trama
La Donnola. Questo è il soprannome del brutale killer che uccide senza ordine apparente, in modo terribile. Alex Cross, detective e profiler, si trova a che fare con uno dei mostri più inquietanti della sua carriera che lo allontanerà dalla donna che ama e dalla sua stessa famiglia. Avrà a che fare con una della paure più diffuse: i mostri non si riconoscono dall'apparenza, ma possono essere anche dei professionisti in giacca e cravatta, magari dei politici o anche degli ambasciatori. Tra giochi on-line, riferimenti ai Cavalieri dell'Apocalisse, Carestia, Morte, Guerra, Conquista, si arriva alla fine del romanzo, in cui lo “sbranamostri” Alex Cross e il fidato detective Sampson non deluderanno i loro cari.

## Curiosità
Il romanzo ha ispirato un fan game dal titolo POPGOES basato su Five Nights at Freddy's.